# Sun River (Montana)
Sun River es un lugar designado por el censo ubicado en el condado de Cascade en el estado estadounidense de Montana. En el Censo de 2010 tenía una población de 124 habitantes y una densidad poblacional de 25,73 personas por km².

## Geografía
Sun River se encuentra ubicado en las coordenadas 47°31′50″N 111°43′26″O / 47.53056, -111.72389. Según la Oficina del Censo de los Estados Unidos, Sun River tiene una superficie total de 4.82 km², de la cual 4.82 km² corresponden a tierra firme y (0%) 0 km² es agua.

## Demografía
Según el censo de 2010, había 124 personas residiendo en Sun River. La densidad de población era de 25,73 hab./km². De los 124 habitantes, Sun River estaba compuesto por el 92.74% blancos, el 0% eran afroamericanos, el 0.81% eran amerindios, el 0% eran asiáticos, el 0% eran isleños del Pacífico, el 0% eran de otras razas y el 6.45% pertenecían a dos o más razas. Del total de la población el 0.81% eran hispanos o latinos de cualquier raza.